# (I Wanna Give You) Devotion
Az (I Wanna Give You) Devotion az angol Nomad második kislemeze a Changing Cabins című 1989-ben megjelent stúdióalbumról. A dal 1991-ben az angol kislemezlista 2. helyéig jutott, a Billboard listán viszont 1. helyezést ért el, ahol 1991 júniusában egy hétig még slágerlistás helyezett volt.

## Előzmények
A dalt Damon Rocheford írta, aki szintén a Nomad együttes tagja volt Steve McCutcheonnal és Mike Freedom rapperrel. A dal zenei alapját Chill Rob G Let The Words Flow című dalából vették, de felhasználták Lyn Collins Think (About It), és a Ten City nevű csapat Devotion című dalát is.
Ez a dal az egyik legnagyobb sláger volt, melyet valaha Steve Mac írt. 2010 áprilisában az alábbiakat nyilatkozta egy interjúban a dalról:
A dal véletlen volt, és arra emlékszem, hogy egy jobb dobhangzást szerettem volna elérni, bár igazán nem tudtam még, hogy hogyan kell megfelelően csinálni,hogy működjön a dolog, és azzal sem voltam teljesen tisztában, hogy jó-e az, amit csinálok?!. Ha nem lett volna olyan jó a dal, nem került volna slágerlistára. Szeretem az ilyesfajta bizonytalanságot, amikor nem tudod, hogy amit csinálsz jó-e?!  Az amit akkor csináltam, kicsit a mai napig hiányzik nekem. 
Az albumon szerepel a dal Soul Mix változata is, melyben Clarke vokálozik, azonban a rapbetét hiányzik belőle, és egy kicsit át is van hangszerelve a dal. A dal szintén szerepel a Changing Cabins című stúdióalbumon is.

## Videóklip
A dal videolipjét Jerome Redfarn rendezte, mely egy rave koncerten játszódik, ahol a testfestett énekesnő vokálozik, miközben MC Mike Freedom rappel. A tömegzaj a dal elején és végén is hallatszik.

## Megjelenések
12"  US  Capitol Records – V-15733
- A1	(I Wanna Give You) Devotion (Original Mix) 6:46
- A2	(I Wanna Give You) Devotion (Soul Mix) 5:00 Producer [Additional] – Steve McCutcheon, Written-By – D. Rochefort*, S. McCutcheon*
- B1	(I Wanna Give You) Devotion (The Joey Negro Mix) 6:48 Engineer [Remix] – Simon Duffy, Keyboards [Additional] – Andrew "Doc" Livingstone, Remix – Dave Lee, Joey Negro
- B2	(I Wanna Give You) Devotion (Trouble's Underground Mix) 6:37 Remix – Paul 'Trouble' Anderson

## Slágerlista
| Slágerlista (1991)                 | Legjobb helyezés |
| ---------------------------------- | ---------------- |
| Ausztrália (ARIA Charts)           | 37               |
| Ausztria (Austrian Singles Chart)  | 10               |
| Belgium (Belgian Singles Chart)    | 8                |
| Németország (German Singles Chart) | 13               |
| Írország (Ír slágerlista)          | 10               |
| Hollandia (Dutch Singles Chart)    | 5                |
| Svédország (Swedish Singles Chart) | 11               |
| Svájc (Swiss Singles Chart)        | 6                |
| UK (Brit kislemezlista)            | 2                |
| US (Hot Dance Club Play)           | 1                |